# Whitechapel District
Der Whitechapel District war von 1855 bis 1889 ein Bezirk in Middlesex und bis 1900 im neu gebildeten County of London. Er wurde durch den Metropolis Management Act 1855 aus Teilen der Tower Division in Middlesex gebildet und ging 1900 im Metropolitan Borough of Stepney auf.
Im Jahr 1895 lebten auf einer Fläche von 1,37 km² insgesamt 73.000 Menschen. Mit einer Bevölkerungsdichte von 53.000/km² war der Bezirk zu dieser Zeit der dichtestbesiedelte Londons und damit einer der dichtestbesiedelten der Welt. Etwa ein Viertel dieser Einwohner bestand aus Immigranten, von denen wiederum ein großer Anteil aus Russland und Polen kam. Sowohl Geburts- wie auch Sterberate lagen deutlich über den Werten für den Rest Londons.
Whitechapel District umfasste Teile der ehemaligen Tower Division und bestand aus den Parishes:
- Mile End New Town
- Liberty of Norton Folgate
- Old Artillery Ground
- St Botolph without Aldgate
- Spitalfields
- Whitechapel (Stadtteil)
- Liberties of the Tower

Er bestand damit aus den Kerngebieten des Londoner East Ends, die Begriffe werden im historischen Kontext oft synonym verwandt.
Die Regierung bildeten elf gewählte Vestrymen (etwa Gemeinderatsmitglieder) im Whitechapel Board of Works mit Sitz in der Great Alie Street.